# Alma Latina
Alma Latina: música das Américas sob domínio europeu foi uma série de 13 programas semanais idealizados e apresentados na Rádio Cultura FM de São Paulo (103,3 MHz) por Paulo Castagna em 2012, que abordou, criticamente, a música composta nas Américas, de meados do século XVI a inícios do século XIX, destinada à cristianização e unificação cultural do Novo Mundo.

## Histórico
Os 13 programas semanais de Alma Latina foram idealizados e apresentados por Paulo Castagna na Rádio Cultura FM de São Paulo (103,3 MHz), às terças-feiras, das 11:00 às 12:00 horas da manhã, de 6/3/2012 a 29/5/2012, com produção de Ralf Schwarz e trabalhos técnicos de Almir Amador.  Destinada à abordagem crítica da música composta nas Américas para a finalidade de cristianização e unificação cultural do Novo Mundo, de meados do século XVI a inícios do século XIX, a série analisou aspectos importantes do repertório, da política e da história da música nas três Américas, do Canadá ao Chile, mas com destaque para o Brasil.
A série também discutiu o significado e utilização atual da música feita para a unificação cultural do Novo Mundo: entre as possibilidades extremas e mais frequentes – a visão museológica e mercadológica (com a mera gravação, comercialização e apresentação das obras em concertos), e a visão iconoclasta (com seu esquecimento proposital, por simbolizar as crueldades daquela época) – Alma Latina procurou uma nova maneira de ouvir e de se relacionar com esse patrimônio histórico-musical da humanidade.
Alma Latina reuniu, pela primeira vez em um programa brasileiro de rádio, uma quantidade grande de obras originada ao longo das Américas desse período, gravadas nas décadas de 1990 e 2000 por grupos brasileiros e internacionais de destaque, como Ensemble Elyma, Ensemble Turicum, Ensemble Louis Berger, Camerata Renacentista de Caracas, Orquestra Barroca do Festival de Música Antiga de Juiz de Fora, Vox Brasiliensis (responsável pelas gravações de História da Música Brasileira) e vários outros. No que se refere às gravações brasileiras, foi reunido um conjunto significativo de obras compostas principalmente no Nordeste e Sudeste do Brasil, várias delas editadas nos projetos Acervo da Música Brasileira e Patrimônio Arquivístico-Musical Mineiro
Os áudios e roteiros da série foram disponibilizados online no mesmo ano de sua apresentação, no portal da Cultura FM e no Archive.org, e os roteiros impressos na Revista Portuguesa de História do Livro, entre 2012-2013.

## Episódios deAlma Latina
Episódio 1: Música para a catequese indígena (06/03/2012).
Episódio 2: A sofisticação musical das missões jesuíticas (13/03/2012).
Episódio 3: O canto latino nas catedrais hispano-americanas (20/03/2012).
Episódio 4: Cantando na igreja com a língua da cidade (27/03/2012).
Episódio 5: A exuberância musical nas catedrais da Nova Espanha (03/04/2012).
Episódio 6: Compondo na América para os governantes da Europa (10/04/2012).
Episódio 7: Casas americanas com sons europeus (17/04/2012).
Episódio 8: Músicos profissionais nas irmandades brasileiras (24/04/2012).
Episódio 9: A arte latina de um mulato mineiro (01/05/2012).
Episódio 10: Música sacra para as catedrais do Brasil (08/05/2012).
Episódio 11: Europeus e brasileiros cantam ao rei português (15/05/2012).
Episódio 12: Um compositor afro-brasileiro na capela real (22/05/2012).
Episódio 13: Nos teatros e salões do Brasil português (29/05/2012).